# بالابرهای کاسه‌ای

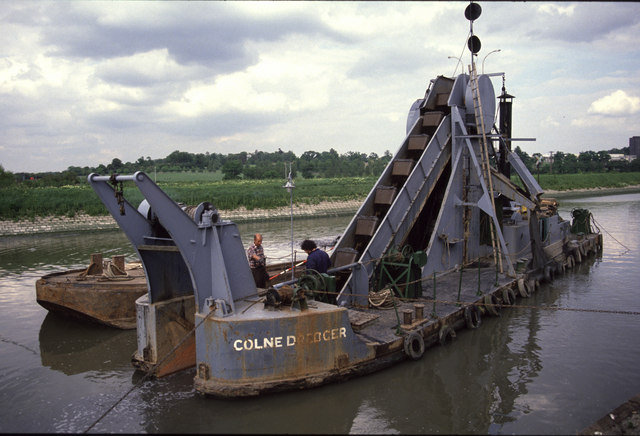
یک بالابر کاسه‌ای رودخانه‌ای

الواتورهای کاسه‌ای یا بالابرهای کاسه‌ای (BUCKET ELEVATOR) شامل انتقال دهنده‌های سقفی الوارهای قفسه‌ای همگی انتقال دهنده‌هایی هستند که دارای باند کششی می‌باشند و برای حمل بار به صورت عمودی یا شیبدار به کار می‌روند. و مخصوص حمل مواد مختلف از جمله مواد پودری دانه‌ای و کلوخه‌ای مانند سنگ خرد شده سیمان. گندله آهن. کلینکر شن زغال سنگ مواد شیمیایی حبوبات آرد و غیره می‌باشند. بالابر کاسه ای به‌طور وسیعی در حمل مواد ساختمانی مراکز صنعتی شیمیایی مراکز تولیدی کارگاه‌های ذوب فلزات و مراکز صنعتی غذایی و… بکار برده می‌شوند.
الواتورها قادرند مواد را تا ارتفاع بالای ۵۰ متر منتقل کنند و تا ظرفیت ۴۵۰متر مکعب بر ساعت می‌توانند مواد را حمل نمایند. حساسیت ویژه الواتورها در بارگذاری بیش از حد مجاز آنها است که نتایج مضری به بار می‌آورد. از نقاط ضعف آن‌ها اینست که بارگذاری باید به روش یکنواخت در آن‌ها صورت گیرد.

## قسمتهای تشکیل دهنده الواتور
1. قسمت حمل بار که به آن باکت یا کاسه می‌گویند
2. باند کششی که قدرت محرک را برای حمل مواد به قسمت حمل‌کننده بار منتقل می‌نماید که ممکن است تسمه لاستیکی یا زنجیری باشد
3. تکیه گاه‌ها و قسمتهای میانی شامل پولی‌ها رولرها و چرخ زنجیرها
4. دستگاه TAKE UP برای ایجاد کشش اولیه در قسمت کششی
5. واحد محرک که برای ایجاد حرکت در قسمت کششی به کار می‌رود.
6. قاب یا محفظه سیستم

براساس متد بارگذاری الواتورها به چند نوع تقسیم‌بندی می‌شوند:
1. الواتور سرعت زیاد با تخلیه گریز از مرکز
2. الواتور سرعت کم با تخلیه نیروی ثقل که با منحرف نمودن پولی بالا از راستای الواتور عملی می‌گردد
3. الواتور کم سرعت با تخلیه نیروی ثقل که توسط منحرف نمودن مسیر برگشت عملی می‌گردد
4. الواتور باسرعت کم با باکتهای پیوسته
5. الواتور سرعت کم با تخلیه داخلی

## تقسیم‌بندی کاسه الواتور
1. مدل عمیق یا DEEP
2. مدل کم عمق یا SHALLOW
3. مدل Vشکل

مدل عمیق برای مواد خشک با سیالیت خوب کاربرد دارد. لبه کاسه در این مدل دارای زاویه ۶۵ درجه می‌باشد. مدل کم عمق برای مواد تر و موادی که سیالیت کمی دارند به کار می‌رود زاویه لبه کاسه در این مدل ۴۵ درجه می‌باشد باکتهای کم عمق فقط در الواتورهایی که دارای فاصله بین باکتها می‌باشند استفاده می‌شود
باکتهای Vشکل فقط در الواتورهای پیوسته برای حمل مواد کلوخه‌ای حجیم و مواد ساینده استفاده می‌شوند.
جنس کاسه الواتور می‌تواند فلزی یا پلاستیکی باشد. کاسه‌های فلزی نیز بنابر شرایط کاری و در تماس با مواد ساینده می‌توانند از ورق‌های فولادی ضد سایش ساخته شوند که عمر کارکرد آن‌ها را بالا می‌برد. همچنین در مواردی که قاشقک الواتور با مواد اسیدی و خورنده در تماس است از انواع ورق استیل ساخته میشوند.

## قسمت کششی در الواتور
تسمه یا زنجیر قسمت کششی یک الواتور می‌باشد تسمه‌های منسوج لاستیکی که در نوار نقاله‌های لاستیکی کاربرد دارند در الواتورها نیز استفاده می‌شوند باکتها توسط پیچ‌های با سر مخصوص به تسمه بسته می‌شوند سر پیچها پایین‌تر از سطح تسمه قرار می‌گیرد تا هنگام عبور از روی پولی با آن تماس پیدا نکنند پهنای تسمه باید ۳۵ تا ۴۰ میلی‌متر از پهنای باکت بیشتر باشد. به منظور افزایش طول عمر سرویس یک لایه از مواد فشرده باید بین باکت وتسمه قرار گیرد تا محل تماس آن‌ها را افزایش داده و تنش اعمالی کاهش یابد. همچنین وجود این لایه از قرار گرفتن هر قطعه سخت و ساینده در بین باکت و تسمه که هنگام عبور از دور پولی در بین ان فشرده می‌گردد جلوگیری می‌کند. پهنای تسمه از بین مقادیر ۱۵۰-۲۰۰-۲۵۰-۳۰۰-۴۰۰-۵۰۰ انتخاب می‌شود تسمه‌های از نوع تقویت شده با کابل‌های فولادی نیز استفاده می‌شود.
زنجیرهایی که در الواتورهای زنجیری استفاده می‌شوند از نوع Round Link Chainبرای ظرفیت‌های بالا و معمولی و Flat Link Chainمی‌باشند. در نوع زنجیری باکتها توسط گیره‌ها وکرپی‌های مخصوص پیچ و مهره یا توسط پرچکاری بسته به نوع زنجیر متصل می‌گردند. برای پهنای بالای ۳۲۰ میلی‌متر از دورشته زنجیر به موازات هم که می‌تواند به دیواره پشت باکت یا به دیواره‌های کناری باکتها متصل شود استفاده می‌شوند.
انتخاب وسیله کشش (تسمه یا زنجیر) بستگی به ظرفیت الواتور ارتفاع و ماهیت مواد حمل و دمای محیط دارد. تسمه‌های منسوج لاستیکی باکتها را با استحکام کمتری نگاه می‌دارد و دارای تحمل کمتری نسبت به زنجیر دارد ولی دارای قابلیت سرعت بیشتری بوده و سایش و استهلاک کمتری نسبت به حالتی که با زنجیر مواد حجیم وساینده را حمل می‌کنیم دارا می‌باشد.
بنا به دلایل بالا تسمه‌ها اصولاً در الواتورهای با سرعت بالا و ظرفیت‌های کم یا متوسط تا ۸۰ متر مکعب بر ساعت و تا ارتفاع ۲۵ تا ۴۰ متر کاربرد دارند. این نوع الواتورها برای حمل مواد پودری کلوخه‌ای ریز و با سنگینی متوسط و کم استفاده می‌شوند.
زنجیرها در ظرفیت‌های بالا و برای حمل مواد کلوخه‌ای درشت و سنگین و مواد داغ که ممکن است به تسمه‌های لاستیکی صدمه بزنند استفاده می‌شود
سرعت الواتورهای تسم‌های بین 0.8-2.5 m/sec و برای زنجیری بین 0.4-1.25 m/secمی‌باشد.

## محفظه الواتور
شامل قسمت‌های فوقانی – تحتانی وبدنه میانی می‌باشد واحد محرک ودستگاه‌های متعلق به آن در قسمت بالای الواتور جای می‌گیرند. محفظه می‌تواند به صورت کششی یا فشاری در نظر گرفته شود در نوع فشاری کلیه نیروها که شامل وزن محفظه و واحد محرک و نیروهای وارد بر یاتاقان‌ها می‌گردد بر قسمت تحتانی محفظه وارد می‌گردد.
در نوع کششی یاتاقان‌ها و واحد محرک توسط پایه‌هایی از قسمت فوقانی آویخته قرار می‌گیرند
محفظه پایینی الواتور شامل ناودانی تغذیه می‌باشد برای مواد نمناک در وضعیت بالاتری قرار گرفته و دارای شیب ۶۰ درجه می‌باشد و برای مواد با سیالیت زیاد ناودانی در قسمت پایینتر و با شیب ۴۵ درجه در نظر می‌گیرند.
در دیواره‌های پایین محفظه دریچه‌هایی تعبیه می‌گردد تا امکان تعمیر و بازدید الواتور فراهم گردد قسمت میانی محفظه از ورقه‌های آهنی با ضخامت ۲ تا ۶ میلی‌متر تشکیل می‌یابد و دارای لبه هاییست که امکان اتصال پیچ ومهره‌ای را به قسمت‌های دیگر فراهم می‌کند قسمتهای متعدد محفظه دارای ارتفاع ۲تا۲/۵ متر می‌باشد وبا پیچ بهم وصل می‌شوندبخش میانی دارای رولیک‌های راهنما می‌باشد که تسمه یا زنجیر را هدایت کرده از حرکت موجی آن‌ها جلوگیری می‌نماید.
عمل Take Up که برای کشش اولیه الواتورها انجام می‌شود به صورت پیچی ویا وزنه‌ای ویا هردو با هم صورت می‌گیرد سیستم Take Up درکناره‌های پایین محفظه قرار می‌گیرد. این عمل از سرخوردن تسمه روی پولی یا زنجیر روی چرخ زنجیر و حرکت موجی قسمت کششی جلوگیری می‌کند.

## واحد محرک
که شامل الکترو موتور و کوپلینگ می‌باشد کوپلینگ‌ها در الواتورها کاربرد مهمی دارند مسئله حادی که در الواتورها وجود دارد مصرف جریان برق زیاد در هنگام راه‌اندازی سیستم می‌باشد انتخاب کوپلینگ هیدرولیکی برای الواتورها مشکل بالا را برطرف می‌نماید. استفاده از کوپلینگ‌های هیدرولیک دارای مزایای زیر است:
1. استفاده از کوپلینگ هیدرولیک تحت بار ناگهانی موتور آسیب نخواهد دید
2. اتصالات مکانیکی کاهش می‌یابد این به دلیل انتقال حرکت توسط جرم سیال از قسمت محرک به قسمت رانده شده اتفاق می‌افتد
3. می‌توان به‌جای یک موتور الکتریکی مخصوص و گران‌قیمت از یک موتور معمولی با توان استارت عادی بهره گرفت.